# 高崎新田駅
高崎新田駅（たかさきしんでんえき）は、宮崎県都城市高崎町大牟田にある、九州旅客鉄道（JR九州）吉都線の駅である。
駅名は「たかさき」だが町の名は「たかざき」である。

## 歴史
- 1913年（大正2年）5月11日：開業[1][2]。
- 1969年（昭和44年）1月28日：現駅舎落成[3]。
- 1980年（昭和55年）10月1日：貨物営業廃止[2]。
- 1984年（昭和59年）2月1日：荷物扱い廃止[2]。
- 1986年（昭和61年）11月1日：電子閉塞装置導入により無人化[4]。
- 1987年（昭和62年）4月1日：国鉄分割民営化により、九州旅客鉄道の駅となる[1][2]。

## 駅構造
島式ホームの片側だけを使用する1面1線を有する地上駅。交換設備が撤去され、駅舎側のホームは使用されていない。コンクリート平屋の駅舎があるが無人駅である。

## 利用状況
2015年（平成27年）度の1日平均乗車人員は75人である。
近年の1日平均乗車人員は以下の通り。
| 年度   | 1日平均 乗車人員 |
| ------ | ---------------- |
| 1996年 | 222              |
| 1997年 | 218              |
| 1998年 | 220              |
| 1999年 | 227              |
| 2000年 | 202              |
| 2001年 | 205              |
| 2002年 | 173              |
| 2003年 | 158              |
| 2004年 | 147              |
| 2005年 | 131              |
| 2006年 | 119              |
| 2007年 | 113              |
| 2008年 | 108              |
| 2009年 | 113              |
| 2010年 | 103              |
| 2011年 | 108              |
| 2012年 | 109              |
| 2013年 | 106              |
| 2014年 | 97               |
| 2015年 | 75               |

## 駅周辺

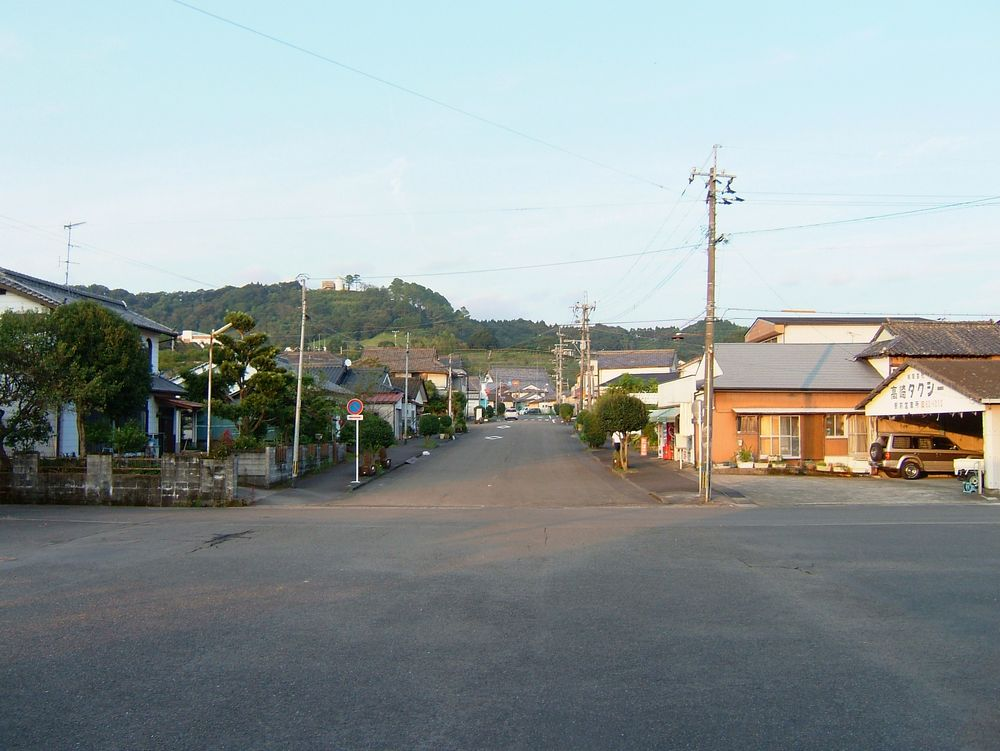
駅前風景（2006年8月）

- 都城市役所 高崎総合支所（旧・高崎町役場）
- 高崎郵便局
- 都城市立高崎小学校
- たちばな天文台

### バス路線
- 「高崎新田駅前」停留所 - 宮崎交通・高崎観光バス。いずれも駅前から約200 m離れた国道221号沿いにある。
  - 宮崎交通
    - 小林駅 - 高崎温泉センター - 高崎新田駅 - イオンモール都城駅前 - 都城駅 - 市立図書館前 - 西都城駅前 - イオン都城ショッピングセンター

  - 高崎観光バス
    - ラスパ高崎 - 高崎新田駅前 - 瀬茅 - 万ケ塚駅 - ゆぽっぽ温泉 - 祝吉 - 栄町 - 都城市役所

## 隣の駅
九州旅客鉄道（JR九州）
■吉都線
日向前田駅 - 高崎新田駅 - 東高崎駅